# 斯特拉泽勒
斯特拉泽勒（法語：Strazeele，法語發音：[stʁazɛl]）是法国上法兰西大区北部省的一个市镇，位于该省西北部，属于敦刻尔克区。

## 地理
斯特拉泽勒（50°43'37"N, 2°37'51"E）面积4.69 平方千米，位于法国上法蘭西大區北部省，该省份为法国最北部的省份及最长的省份，西北濒北海，西接加来海峡省，南至埃纳省和索姆省，东与比利时接壤。
与斯特拉泽勒接壤的市镇（或旧市镇、城区）包括：弗莱特尔、梅里斯、梅特伦、普拉代勒、旧贝尔坎。

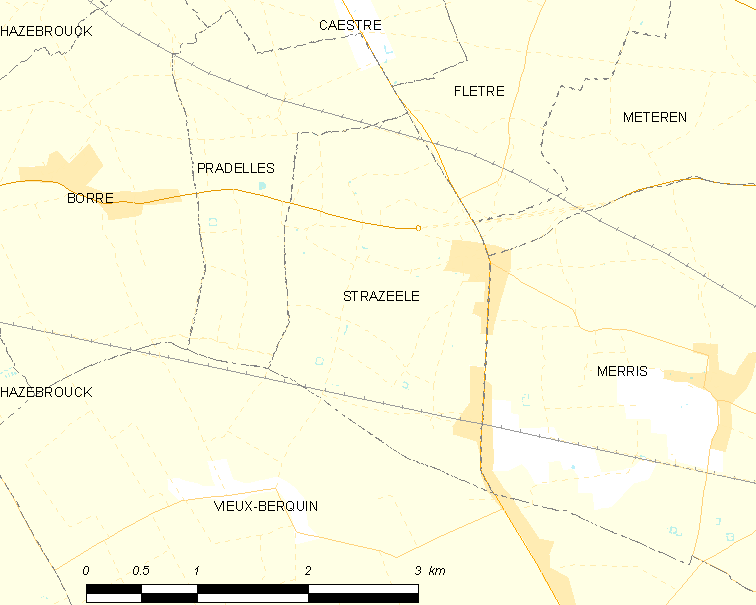
斯特拉泽勒的OSM定位图

斯特拉泽勒的时区为UTC+01:00、UTC+02:00（夏令时）。

## 行政
斯特拉泽勒的邮政编码为59270，INSEE市镇编码为59582。

## 政治
斯特拉泽勒所属的省级选区为巴约勒县。

## 人口

1962-2008年间斯特拉泽勒人口变化图示

斯特拉泽勒于2022年1月1日时的人口数量为944人。